# Валя-Дулче
Валя-Дулче (рум. Valea Dulce) — село у повіті Прахова в Румунії. Входить до складу комуни Поденій-Ной.
Село розташоване на відстані 75 км на північ від Бухареста, 23 км на північний схід від Плоєшті, 146 км на захід від Галаца, 76 км на південний схід від Брашова.

## Населення
За даними перепису населення 2002 року у селі проживала 1071 особа, усі — румуни. Усі жителі села рідною мовою назвали румунську.